# Hyenas
Hyenas (Alternativtitel: Devil's Spawn) ist ein US-amerikanischer Horrorfilm aus dem Jahr 2011. Regie führte Eric Weston, der auch das Drehbuch zum Film verfasste. In den Hauptrollen sind Christa Campbell als Wilda, Costas Mandylor Gannon und Rudolf Martin als Sheriff Manfred zu sehen. Der Film ist eine Direct-to-DVD-Produktion.

## Handlung
Gannons Frau Ria wird ermordet und sein Kind von zwei Hyänenähnlichen Gestalten entführt. Die Polizei vermutet, dass der Mörder ein Serienkiller ist. Crazy Briggs kann Gannon von der Werwolf-Theorie in Gestalt von Hyänen überzeugen. Daraufhin schließen sie sich mit weiteren Jägern zusammen um den Hyänen das Handwerk zu legen. Die Hyenas sind Wesen, die in der Folklore für den Werwolf-Mythos verantwortlich waren, und werden nun aus Rache wegen des Mordes von Briggs und Gannon gejagt. Dabei werden die Jäger selbst zu den Gejagten, da die Gestaltenwandler großen Einfluss auf die Städte haben.

## Produktion
Die Filmproduktionsgesellschaften waren Entertainment Dome und Entertainment Lab. Hyenas wurde in Kalifornien gedreht. Dabei entstanden Aufnahmen in den Städten Los Angeles und Santa Clarita.
Den Filmvertrieb wickeln die Firmen Lions Gate Home Entertainment, Eagle Films, Grindstone Entertainment Group, Peacock Films für Australien und Schröder Media für Deutschland ab. In Frankreich erschien Hyenas am 12. Mai 2010. In den Vereinigten Staaten sowie in Deutschland wurde der Film am 19. April 2011 veröffentlicht.
Die Version für den US-amerikanischen Markt hat eine Länge von 92 Minuten. In Deutschland hat die FSK-18-Version eine Laufzeit von nur 88 Minuten.

## Kritiken
„…Hier verquickt der Genreveteran auf dem handwerklichen Niveau einer durchschnittlichen TV-Fantasyproduktion und unter Zuhilfenahme vergleichsweise unspektakulärer Computereffekte den Werwolfmythos mit dem Hinterwaldhorror…“

“Hyenas is not a good movie, but no one expected it to be. … Hyenas is just plain bad: Boring, lacking in scares and gore and full of terrible acting, Hyenas is nothing to cackle about.”

„Hyenas ist kein gelungener Film, was auch keiner erwartet hatte. … Hyenas ist unansehnlich: Langweilig, fehlende Schocker und schlechter, schauspielerische Umsetzung.“

„Für Genreliebhaber bietet Devil’s Spawn wenig Neues, die meisten Bestandteile sind aber zumindest in Ordnung. Nur die Special Effects sind erschreckend schlecht geworden.“